# Bianchi Supermil 500
Il Bianchi Supermil 500 era un motocarro prodotto dalla F.I.V. Edoardo Bianchi dal 1940.
Questo motocarro, classificato come "motocarro leggero a 3 ruote", fu impiegato anche dal Regio Esercito nel 1943 durante la Seconda guerra mondiale insieme ai similiari Moto Guzzi TriAlce e Benelli 500 M36 Mototriciclo, sia per il trasporto di uomini e materiali che per il traino di pezzi di artiglieria leggera.
Il telaio è a doppia culla. Il motore è un monocilindrico a quattro tempi da 498 cm³ di cilindrata, erogante 18 hp a 4700 giri/min e capace di spingere il mezzo a 70 km/h. Il cambio è a 3 marce avanti ed 1 retromarcia, con riduttore. Il cassone, in legno, è omologato per una portata di 1000 kg.